# محمد غباشي
محمد الغباشي مخرج وممثل مصري مقيم في الإمارات العربية المتحدة .
توفي في تاريخ 14 يناير 2024

## عن حياته
- من مواليد الإسكندرية مصر
- حاصل على دبلوم معهد الفنون الجميلة - قسم المسرح - إخراج وتمثيل - الأردن ·
- مؤسس لفرقة مسرح حكايا للأطفال - الأردن ·
- عضو مؤسس لفرق المسرح الحر - الأردن·
- عضو مؤسس في مختبر موال المسرحي - الأردن ·
- عضو منتسب في مسرح الشارقة الوطني - الإمارات·
- عضو منتسب في جمعية المسرحيين - الإمارات·
- يعمل في تلفزيون الشارقة معد ومقدم برامج منذ العام 2004م·
- قام بتمثيل وإخراج العديد من الأعمال المسرحية في مصر والأردن والإمارات·
- قام بتمثيل العديد من الأعمال التلفزيونية والإذاعية·
- شارك في العديد من الورش والدورات المسرحية·
- له كتابات عديدة في الصحف والمجلات المحلية والعربية·
- له بعض الكتابات المسرحية والنقدية المتخصصة في المسرح.

## أعماله الفنية

### المسلسلات التلفزيونية و أفلام
- من شارع الهرم إلى 2022 - مسلسل

• الميراث 2020 - مسلسل
- العاصوف 2018 - مسلسل
- عود أخضر 2016 - مسلسل
- سيلفي 2 (مسلسل) 2016 - مسلسل
- حارة الشيخ 2016 - مسلسل
- لو إني أعرف خاتمتي 2015 - مسلسل
- أوراق من الماضي 2014 - مسلسل
- الإخوة 2014 - مسلسل(ضيف شرف)
- تحالف الصبار 2014 - مسلسل
- طماشة  2014 -ج5 مسلسل
- صمت البوح 2013 - مسلسل
- عطر النار 2011 - مسلسل
- رصاصة رحمة 2010 - مسلسل
- طماشة  2010 -ج2 مسلسل
- أبو جانتي (ملك التاكسي) 2010 - مسلسل
- زمن طناف 2010 - مسلسل(حمدي)
- الليلة الثانية بعد الألف 2007 - مسلسل
- بنت النور 2007 - مسلسل
- مواطن بدرجة وزير 2006 - مسلسل
- حاير طاير  2005 -ج4 مسلسل
- سوالف دنيا 2005 - مسلسل
- الدريشة 2005 - مسلسل(فؤاد)
- ابن سحتوت 2000 - مسلسل
- الدرب الطويل 2000 - مسلسل
- الكفن 1999 - مسلسل(ضيف شرف)
- خيط الدم 1997 - مسلسل
- تل الصوان 1997 - مسلسل
- الجذور السوداء 1997 - مسلسل
- أخوة التراب 1996 - مسلسل(الطبيب المصري)
- خيمة على الطريق 1996 - مسلسل
- عمان في التاريخ 1995 - مسلسل
- مرايا الحب1995 - مسلسل
- دموع الشموع1994 - مسلسل(وكيل النيابة)
- مختصر مفيد1992 - مسلسل
- وجه الزمان1988 - مسلسل
- الفكاهة في التراث العربي - مسلسل
- الظلال - مسلسل
- السدرة - مسلسل
- حنين 2006 - فيلم
- ميدو مشاكل 2003 - فيلم
- مسلسل حاره ابو عواد دور مطرب في العرس عواد وسمعه اسمه كان  على كعكه

### الإخراج
- هدى ونور والدب المسحور2001 - مسرحية(مساعد مخرج أول)